# نيا بينتيلي
نيا بينتيلي (Νέα Πεντέλη) هي مدينة في إقليم أتيكا في اليونان.